# Pistolník (film)
Pistolník (v originále The Gunfighter) je americký westernový film z roku 1950, který režíroval Henry King a v hlavních rolích si zahráli Gregory Peck a Karl Malden. Film získal nominaci na Oscara v kategorii scénář.